# حكة
الحِكّة هي شعور يسبّب الرّغبة بالحك، وهي لا تصنّف كنوع من الإحساس. لقد أظهر الطّب الحديث أنّ للحِكّة تشابهات كثيرة للألم، حيث أنّ المعلومات تنتقل لهم من خلال الألياف العصبية العديمة الميالينية الموجودة في الجلد، وأيضًا يتم نقل المعلومات لهم مركزيًّا في نفس النظامين المتميّزين وهما النّخاع الشّوكي وحزمة من الأعصاب، لكنّ أنماط الاستجابة تختلف بينهما، فللألم سحبٌ منعكس، والحِكّة تؤدّي إلى الحَكّ .

## علامات وأعراض
إن للألم والحِكّة ردود سلوكيّة نمطيّة مختلفة؛ فللألم سحبٌ منعكس، ممّا يؤدّي إلى التّراجع وبالتّالي محاولة حماية الجزء من الجسم المعرّض للخطر. أمّا الحِكّة تؤدّي إلى دفع الإنسان إلى حَكّ منطقة الجلد المتأثّرة. الحِكّة تولّد حافزًا لجسم الإنسان بإزالة الجسم الغريب تحت أوعلى الجلد (مثال: إزالة حشرة جالسة على اليد).
لقد اعتُبر الخدش طريقة مريحة لإزالة شعور الحِكّ المزعج؛ لأنّ هناك جانب من الحك الذي يجلب المتعة للإنسان.
قد تجلب هذه المتعة بعض المشاكل لمريضي الحُكاك المزمن، لأنّهم قد يقلعوا المنطقة الّتي تجلب لهم ذلك الشعور (المتعة)، وينتهي بشعور مؤلم وحاد. لقد تم الافتراض بأنّ محفّز فعل الحكّ في الدّماغ هي الباحة الجبهيّة لاتّخاذ القرار والمكافآت.

### الحِكّة المعدية
إنّ مجرّد التّكلّم بموضوع الحِكّة يجعل عند الإنسان الرّغبة بالحَك، فموضوع الحِكّة يتعدّى الظّاهرة المكانيّة لمنطقة الحكّ. وقد أظهرت النتائج من دراسة في محاضرة عامّة بأنّ الحكّ والخدش هما بسبب المحفّزات النّظريّة بحتيًّا. والإحساس بالألم قد يُولّد أيضًا بسبب المحفّزات السمعيّة، أي الاستماع إلى مواصفات إصابةٍ ما.
لا يوجد الكثير من التفاصيل عن التفعيل المركزي للحكّة المعدية، ولكنّه مُفترضًا أنّ نظام مرآة الخلايا العصبية البشريّة موجود لتقليد إجراءات محرّكة معينة عندما نرى الآخرين يؤدونها. وثمة ظاهرة مماثلة التي تُستخدم فيها الخلايا العصبية المرآة وهو التثاؤب المعدي.

### الألم يمنع الحِكّة
يمكن منع الحِكّة بواسطة الألم، فقد أثبتت دراسات عديدة خلال العقود الماضية بأنّ الحِكّ قد يوقف عن طريق تحفيز الألم من خلال الحرارة الضارّة، الفرك المادي، عرض المنطقة لمواد كيميائيّة ضارّة، والصّدمات الكهربائيّة.

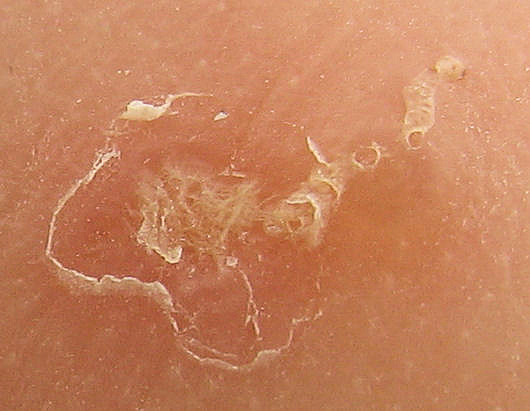
الجرب وهو أحد أسباب الحِكّة

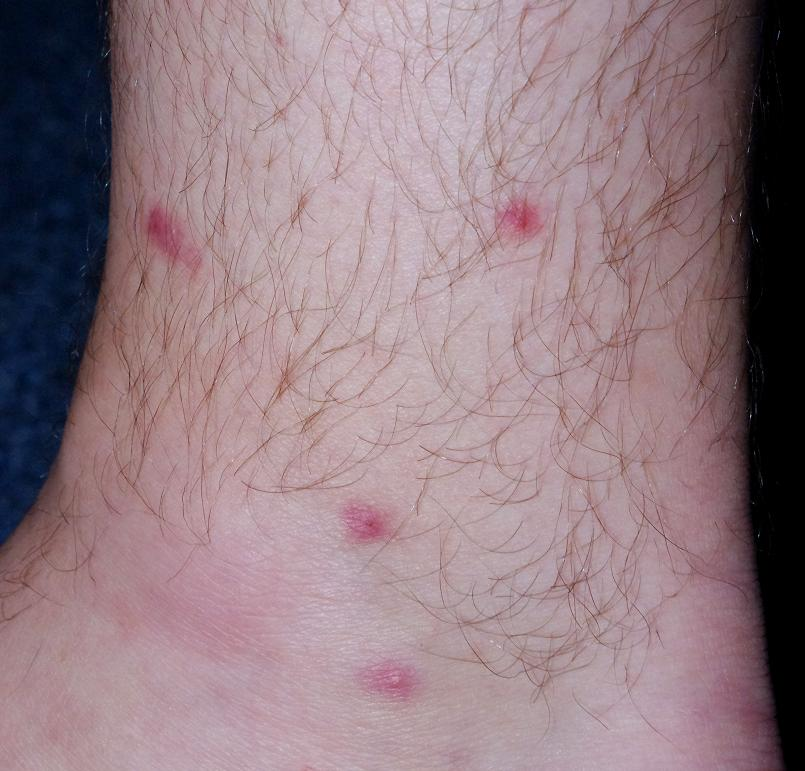
حِكّة السبّاحين

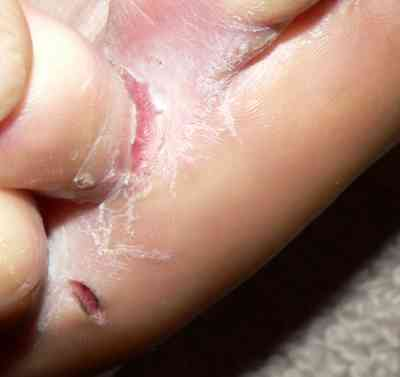
قدم الرياضي

### العدوات والإصابات
- رد فعل تحسّسي: بسبب الاحتكاك بمواد كيميائيّة ، ويمكن الكشف عن تحسس الجسم لمادة معينة من خلال اختبار الرقعة.
- قمل الجسم.
- داء هجرة اليرقات الجلدي: مرض جلدي.
- قمل الرأس: إذا كانت من الرأس حتّى الرّقبة.
- القوباء: مرض تسببه فطريات .
- لدغ الحشرات: مثل الناّموس.
- التهاب الجلد الضوئي: عندما يتفاعل ضوء الشمس مع الكيميائيّات في الجلد.
- قمل العاني: إذا كانت فقط عند الأعضاء التناسليّة.
- الجرب: وهو معدي.
- الحلاقة: قد تهيّج الجلد.
- حكة السباحين: رد فعل للجهاز المناعي على المدى القصير.
- الحماق: منتشر من بين الأطفال، عالي العدوى.

### البيئيّة وحساسيّة
- الشرى

### الاضطرابات الجلدية
- القشرة: كمّيّة كبيرة من التقشير (على غير عادة).
- منقط راحي أخمصي تقرن الجلد: سماكة في راحة اليد وباطن القدم.
- شفاء الجلبة, ونمو الندبة, وتطوير أو ظهور الشامات, البثور (حب الشباب), ونمو الشعر من تحت الجلد.
- حالات للجلد (مثل: الصدفية ، والأكزيما ، حروق الشمس، و قدم الرياضي ، و التهاب الغدد العرقية القيحي).
- جفاف: أي جفاف الجلد, وهو أكبر سبب للخدش (يكون الجفاف في الشتاء, ومع كبار السن غالباً, وكثرة التحمّم بالمياه الساخنة, وفي المناطق كثيرة وقليلة الرطوبة).

### الاضطرابات الطبّيّة
- داء السكري ، وهي مجموعة من الأمراض الاستقلابية في الشخص الذي لديه ارتفاع نسبة السكر في الدم.
- فرط نشاط الغدة الدرقية مما يؤدي إلى فائض في إنتاج هرمون الغدة الدرقية ( PTH).
- فقر الدم بسبب نقص الحديد: وهو نوع من فقر الدم الشائع ( انخفاض مستويات خلايا الدم أو الهيموجلوبين الحمراء).
- اليرقان و ركود صفراوي - البيليروبين هو مهيج الجلد في تركيزات عالية.
- الخباثة أو سرطان الداخلي ، مثل سرطان الغدد الليمفاوية أو مرض هودجكين.
- انقطاع الطمث ، أو التغيرات في أرصدة الهرمونية المرتبطة بالشيخوخة.
- فرط كريات الدم الحمراء، والتي يمكن أن تسبب حكة معممة بسبب زيادة الهيستامين.
- مرض الغدة الدرقية.
- انحباس أو انسداد في الشرايين ناتج عن خلل في الكلية يؤدي إلى الحكة وتسمى بالحكة اليوريمية.

المرض النفسي ( «حكة نفسية» ، كما يمكن أن ينظر إليها في الطفيليات الوهمية ).

### أدوية مسببة للحكة
- أدوية تفعّل مستقبلات الهيستامين أو تُحفّزه في الجسد.
- الكلوروكين.

### أسباب متعلّقة بالحمل
- فقعان الحمل ، وهو جلاد من الحمل.
- ركود صفراوي داخل الكبد من الحمل.
- حطاطات حاكة و شروية لويحات من الحمل ( PUPPP )؛ وهي خلايا تشبه الطفح الجلدي المزمن.

## الآليّة
يمكن أن تنشأ الحِكّة في الجهاز العصبي المحيطي ( عن طريق الجلد أو الأعصاب ) أو في الجهاز العصبي المركزي ( الأعصاب (عمليًّا أو وراثيًّا) ، أو النفسي ) .

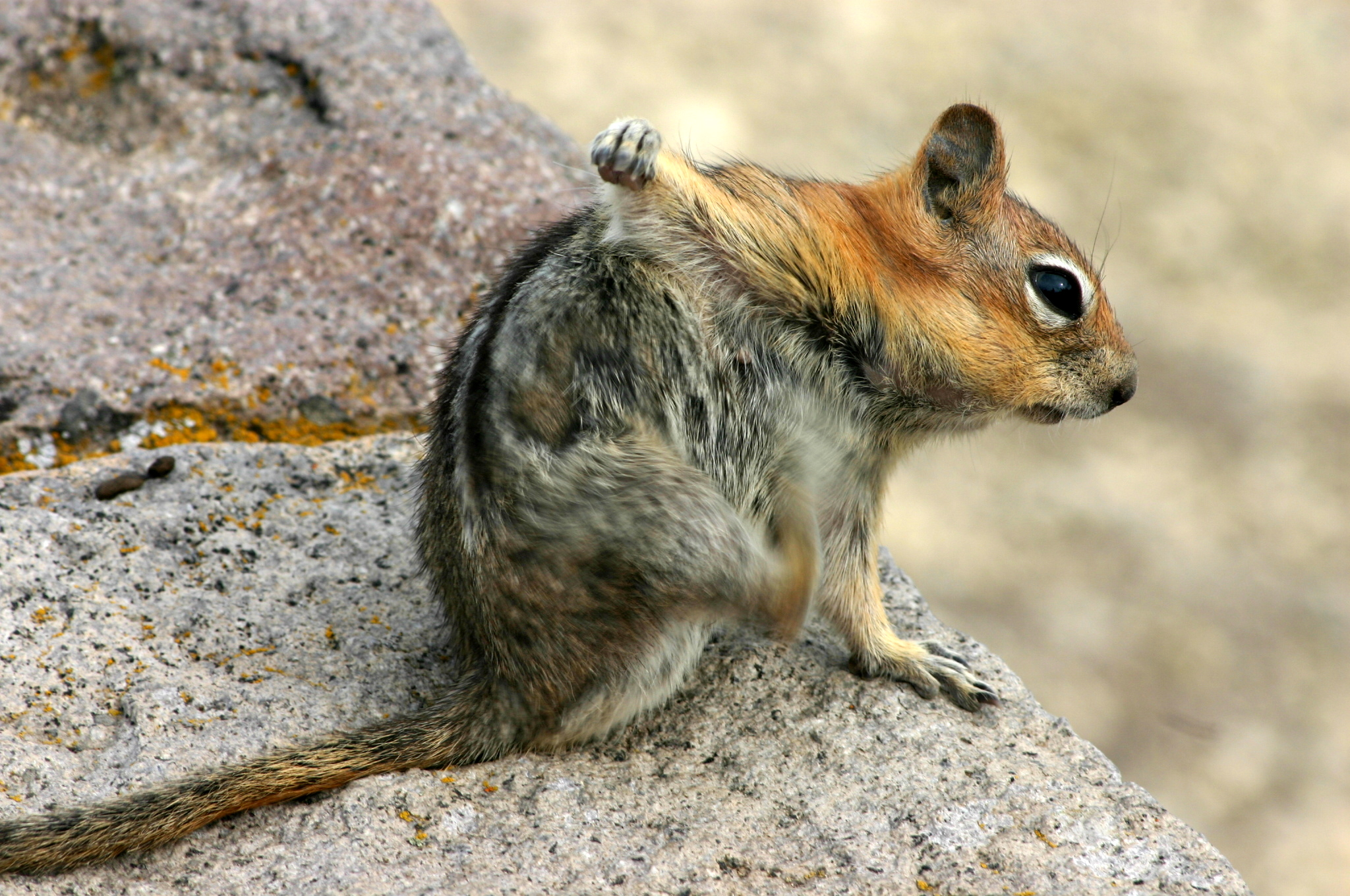
سنجاب يخدش نفسه

### عن طريق الجلد
إنّ الحكّة المؤسّسة عند الجلد تسمّى بpruritoceptive ويمكن أن تتسبب من قبل مجموعة متنوعة من المحفزات ، مثل الميكانيكية والكيميائية و الحرارية ، و المحفّز الكهربائي. الخلايا العصبية الواردة الرئيسية المسؤولة عن الحكة المسببة من قبل الهيستامين هي أَلْيافٌ عَدِيْمَةُ المَيَالين نوع سي .
هنالك فئتين رئيسيتين للألياف العصبية الحسية المسؤولة عن نقل الألم :المستجيبة للمؤثر الميكانيكي وغير الحساسة للمؤثر الميكانيكي. وقد ثبت في الدراسات أن الألياف المستجيبة للمؤثر الميكانيكي ترد معظمها على الألم ، والمستقبلات غيرالحساسة تستجيب في الغالب إلى الحكة الناجمة عن الهستامين . ومع ذلك، فإنه ذلك لا يفسر الحكة الناجمة ميكانيكيًا أو عندما يتم إنتاج حكة دون رد فعل للهستامين . وبالتالي، فمن الممكن أن الألياف العصبية pruritoceptive لها فئات مختلفة من الألياف ، والتي هي غير واضحة في البحث الحالي .
وقد أثبتت الدراسات أن مستقبلات حكة توجد فقط على اثنين من أعلى طبقات الجلد، وهما البشرة و طبقات البشرة / الجلد الانتقالية. شلي وآرثر تحققا من العمق عن طريق حقن مسحوق شوكيات مسبب للحكة (شجر البلسم ) و وجدا أن الحساسية القصوى هي في طبقة الخلايا القاعدية أو الطبقة الأعمق من البشرة . الاستئصال الجراحي لتلك الطبقات الجلدية أزالت قدرة المريض على إدراك الحِكة . لا يمكن الشعور بالحِكة أبدا في العضل أو المفاصل ، مما يوحي بقوة بأن الأنسجة العميقة قد لا تحتوي أجهزة استشعار الحِكّة.
الحساسية لمؤثرات الحكة توزع بالتساوي على الجلد، ويحتوي على توزيع واضح مع كثافة مماثلة لتوزيع مؤثرات الألم. والمواد المختلفة التي تثير الحكة عند حقنها داخل الجلد تثير الألم فقط عندما يتم حقنها تحت الجلد.
تختفي الحكة في المناطق التي تم علاجها بمادة الكبسائسين التي تسبب تلفًا للخلايا العصبية الناقلة للألم ، لكنها لم تختف في أماكن تم علاجها مسبقًا بمادة الصابونين، والذي هو عامل مضاد للالتهابات. على الرغم من أن الحكة المحدثة تجريبيًا يتم إدراكها حتى تحت الإيقاف الكامل للتوصيل عبر الألياف من نوع ألف، إلا أنها تتقلص إلى حد كبير. عمومًا, ينتقل الإحساس بالحِكة بواسطة الألياف من نوع ألف دلتا و الألياف من نوع سي الموجودان في الطبقة العليا من الجلد.
الاعتلال العصبي
يمكن أن تنشأ الحِكة العصبية في أي نقطة على طول الطريق العصبي نتيجة لتلف في الجهاز العصبي . ويمكن أن تشمل أمراض أو اضطرابات في الجهاز العصبي المركزي أوالجهاز العصبي المحيطي. أمثلة من الحِكة العصبية في الأصل هي ألم الظهر المذلي ، وحكة العضدي الكعبري ، وأورام الدماغ ، والتصلب المتعدد ، والاعتلال العصبي المحيطي، و تهيج الأعصاب .
عصبي المنشأ
هذه الحِكة العصبية يسببها حكة مركزية وليس وجود ضررعصبي ، وترتبط في الغالب مع زيادة تراكم المواد الأفيونية الخارجية وربّما المخدرات الاصطناعية.
نفسيّ المنشأ
وترتبط الحِكة أيضا مع بعض الاضطرابات النفسية مثل الهلوسة عن طريق اللمس، والأوهام من الطفيليات، أو اضطرابات الوسواس القهري ( كما هو الحال في neuroticscratching المتعلقة).
التّحسيس المحيطي
وسطاء الالتهابات مثل البراديكينين و السيروتونين ( 5 -HT ) و البروستاجلاندين التي تفرز خلال حالة التهابات مؤلمة أو حكة لا تقوم فقط بتفعيل مستقبلات الحكة ولكن أيضًا يتسبب برفع حساسية الألياف العصبية الناقلة للألم . بالإضافة إلى ذلك، فإن وجود عامل النمو العصبي يؤدي إلى تغييرات هيكلية في الألياف العصبية، على سبيل المثال قد يؤدي ذلك إلى التنبت ، عوامل النمو العصبي عالية في الأنسجة المصابة أو الملتهبة. زيادة إلى ذلك تم العثور على عوامل النمو العصبي أيضًا في التهاب الجلد التأتبي، وهو مرض وراثي وغير معد يصيب الجلد مع التهاب مزمن. ومن المعروف بأن عوامل النمو العصبي تزيد من فاعلية النواقل العصبية ، خصوصا المادة P. للمادة P دور مهم في إحداث الألم؛ ومع ذلك، لا يوجد تأكيد بأن تلك المادة تسبب مباشرة حساسية حادة. بدلًا من ذلك، يمكن أن تسهم مادة P لحكة عن طريق زيادة حساسية الأعصاب ويمكن أن تؤثر الإفراج عن الخلايا البدينة، والتي تحتوي على العديد من حبيبات غنية بالهستامين، خلال التفاعل على المدى الطويل.
التحسيس المركزيّ
ومن المعروف أن هناك مدخلات ضارة تُدخل إلى الحبل الشوكي لإنتاج الحساسية المركزية التي تتكون من آلام جلدية، والمبالغة في الألم، و فرط التألم، والحساسية الشديدة للألم.هناك نوعين من التألم المفرط الميكانيكي الذي ممكن أن يحدث:-
1)	تلمس: هذا غير مؤلم عادة في محيط لم يصب من قطع أو تمزق يمكن أن تؤدي إلى مشاعر مؤلمة (أثار مسة فرط التألم).
2)	ألم كوخزة إبرة إلا أنها تزداد إيلامًا أنها حول المنطقة المركزة من التهاب (نقط فرط التألم).
أثار مسة فرط التألم يتطلب استمرار نقل الإشارات عبر الألياف العصبية الواردة، ونقط فرط التألم لا يتطلب استمرار إرسال الإشارات مما يعني أنه يمكن أن تستمر لساعات بعد الصدمة ويمكن أن يكون أقوى من ذوي الخبرة عادة. بالإضافة إلى ذلك، فقد وجد أن المرضى الذين يعانون من ألم الاعتلال العصبي، أدى الهستامين إلى إحساس بالحرق مصاحب للألم بدلًا من حكة. وهذا يدل على أن هناك إدخال فرط حساسية ألياف النخاع الشوكي في الألم المزمن.

## العلاج
تتوفر مجموعة متنوعة من أكثر من وصفة طبية و أدوية مضادة للحكة. تم العثور على بعض المنتجات النباتية على أن تكون فعالة (أي مضادة للحكة)، والبعض الآخر لا. وتشمل العلاجات غير الكيميائية التبريد، و ارتفاع درجات الحرارة ، وتحفيز التليين .
إن العلاجات الموضعية المضادة للحكة التي تأتي شكل الكريمات والبخاخات تتوفر دون وصفة طبية في الكثير من الأحيان. وتوجد أيضًا أدوية المضادة للحكة عن طريق الفم وعادة ما تكون الأدوية موصوفة من قبل طبيب. تنتمي المكونات النشطة عادة إلى الفئات التالية :
- مضادات الهيستامين ، مثل ديفينهيدرامين ( بينادريل ).
- القشرية ، مثل الهيدروكورتيزون (كريم موضعي).
- Counterirritants ، مثل زيت النعناع ، المنتول ، أو الكافور .
- كروتاميتون (الاسم التجاري يوراكس ) هو عامل مضاد للحكة متوفر على شكل كريم أو غسول ، وغالبا ما تستخدم لعلاج الجرب . ولا تزال آلية عملها غير معروفة .
- المخدرات المحلية، مثل كريم موضعي بنزوكاين ( Lanacane ).
- العلاج بالضوء هو مفيد للحكة شديدة، خصوصًا إذا كان سببها الفشل الكلوي . نوع شائع من الضوء المستخدم هو UVB .
- الخدش أحيانا يخفف الحكة معزولة ، وبالتالي وجود أجهزة مثل هرش الظهر . في كثير من الأحيان ، ومع ذلك، يمكن تكثيف الخدش والحكة و حتى يسبب مزيدًا من الضرر على الجلد ، ويطلق عليها اسم «دورة حكة للخدش للحكة .» [ بحاجة لمصدر ].
- و الدعامة الأساسية لعلاج الجلد الجاف هو الحفاظ على رطوبة البشرة وافية و المطريات الموضعية.

## علم الأوبئة
تقريباً 280 مليون نسمة من العالم (4%) يعانون من الحِكّة.